# Umaro Embaló
Umaro Embaló (* 6. Mai 2001 in Bissau) ist ein portugiesisch-guinea-bissauischer Fußballspieler, der aktuell für Fortuna Sittard spielt.

## Karriere

### Verein
Am 12. September 2017 gab Embaó beim 5:1-Heimsieg gegen ZSKA Moskau sein Debüt in der UEFA Youth League, als er in der 75. Spielminute für Jota eingewechselt wurde. Benfica Lissabon schied jedoch bereits in der Gruppenphase aus dem Wettbewerb aus. Am 27. Oktober 2018 gab er beim 3:2-Heimsieg gegen SC Covilhã sein Debüt für die zweite Mannschaft von Lissabon in der Segunda Liga, als er in der 90. Spielminute für Chris Willock eingewechselt wurde. In der Spielzeit 2018/19 erreichte er mit der U19-Mannschaft die Zwischenrunde nach der Gruppenphase in der Youth League, verlor dort aber gegen HSC Montpellier. Er spielte in allen sechs Spielen und konnte ein Tor erzielen. Für die zweite Mannschaft kam er auf drei Zweitligaeinsätze. Am 11. August 2019 traf er erstmals in der Segunde Liga beim 2:1-Heimsieg gegen GD Estoril Praia. In der zweiten Liga wurde er in neun Spielen eingesetzt und traf zweimal. In der Youth League schaffte die Mannschaft den Einzug ins Finale, nachdem man Dinamo Zagreb (1:3) und Ajax Amsterdam (0:3) besiegt hatte. Im Finale verlor Lissabon mit 2:3 gegen die U19-Mannschaft von Real Madrid. Embaló spielte sieben Spiele und traf dreimal. In der Saison 2020/21 verpasste er die komplette Hinrunde, nachdem er sich unter anderem mit dem Corona-Virus infiziert hatte. In der Rückrunde kam er auf sechzehn Einsätze.
2022 wechselte Embaló zu Fortuna Sittard. Von dort wurde 2023 an den FC Cartagena und 2024 an den Rio Ave FC ausgeliehen.

### Nationalmannschaft
Embaló spielte für Jugendmannschaften von Portugal. Für die U17-Mannschaft traf er in 27 Spielen sechzehn mal.

## Erfolge
Benfica Lissabon
- UEFA Youth League: Finalist 2019/20